# Bertha Hardegger
Bertha Hardegger (* 6. Juni 1903 in Oberegg; † 3. November 1979 in Thalwil) war eine Schweizer Ärztin, und eine der ersten Schweizer Missionsärztinnen und wirkte vor allem in Afrika.

## Werdegang
Bertha Hardegger war die Tochter des Arztes Jakob Hardegger in Oberegg und der Katarina Bertha, geborene Locher. Bald nach ihrer Geburt übernahm der Vater die Arztpraxis in Bütschwil. Ihre Kindheit verbrachte sie in Bütschwil, Kanton St. Gallen. Sie hatte zwei jüngere Brüder und fünf jüngere Schwestern. Die Primarschule besuchte sie in Bütschwil, danach die Sekundarschule bei den Dominikanerinnen in St. Katharina, Wil. 1918 besuchte sie das Kollegium Heilig-Kreuz (Collège Saint-Croix) in Freiburg, wo sie 1923 die Matura ablegte. Danach studierte sie Medizin an den Universitäten Basel, Montpellier und Wien. 1929 schloss sie das Medizinstudium an der Universität Basel mit dem Staatsexamen ab. Anschliessend praktizierte Hardegger in der väterlichen Praxis in Bütschwil und schloss 1930 ihre Doktorarbeit an der Universität Basel ab und wurde promoviert. 1933–1935 belegte sie einen Kurs im missionsärztlichen Institut in Würzburg. In Würzburg war sie zudem Volontärin unter dem Chefarzt Eduard Bundschuh. 1935 legte sie das medizinische Staatsexmanen in Dublin ab.
Im Jahr 1936 zog sie zusammen mit Maria Kunz als eine der ersten katholischen schweizerischen Missionsärztinnen in den Missionsdienst. Sie war im Basutoland (Lesotho), ab 1937 besonders im Bergland von Paray tätig. 1938 baute sie ein Spital in der Missionsstation Paray, Thaba Tseka, 1957 das Spital der Station St. Charles, Seboche, und 1963 ein Spital der Station M'a Mohan in Lajone (Leribe).
1970 zog sie sich in die Schweiz zurück und lebte mit ihrem Bruder Willy und ihrer Schwester Sylvia in Thalwil. Sie war nur noch sporadisch als Ärztin tätig, sammelte aber weiterhin finanzielle Mittel und Medikamente für Lesotho.

## Ehrungen
- Pro Ecclesia et Pontifice von Papst Pius XII.[2]
- 1950: MBE (Member of the British Empire) durch George VI. verliehen[2]
- 1962: Bronzemedaille der Royal African Society für Dedicated Service to Africa[3][2]